# نادي الصفا (السعودية)

الشعار السابق للنادي

نادي الصفا الرياضي الثقافي الاجتماعي هو أحد الأندية الرياضية في المملكة العربية السعودية. مقر النادي هو مدينة صفوى بمحافظة القطيف شرق المملكة العربية السعودية. وتعد منشأة النادي أحد أبرز المنشئات في المنطقة وعلى مستوى المملكة. يشارك النادي في المنافسات المحلية بالمملكة العربية السعودية في عدة ألعاب، وهي: كرة القدم، ألعاب القوى، كرة اليد، كرة السلة، كرة الطائرة، السباحة، كرة المضرب، تنس الطاولة، الإسكواش وكمال الأجسام.
يعد نادي الصفا من أبرز الأندية في المملكة على مستوى الألعاب المختلفة وفي الأنشطة الثقافية والاجتماعية. وقدم النادي العديد من الأبطال للمنتخبات المختلفة.
على مستوى المنافسات المحلية ينافس حاليا النادي في دوري الدرجة الثانية لكرة القدم على مستوى الفريق الأول ٬الدوري الممتاز لكرة اليد على مستوى الناشئين والشباب والفريق الأول ٬ الدوري الممتاز لكرة الطائرة على مستوى الناشئين ٬ الدوري الممتاز لكرة السلة على مستوى الناشئين والشباب. ويعتبر الاضعف بين المقارنة من كلا السلام والصفا

## التـأسـيـس
تأسس نادي الصفا في عام 1368هـ الموافق 1948م كفريق رياضي بمسمى (فريق الصفا لكرة القدم)، وعندما أشرفت وزارة الداخلية على الفرق التي ازدادت آنذاك، قامت هيئة خاصة بزيارة مدينة صفوى وأقرت على اتحاد الفرق في ناد رياضي واحد في صفوى سمي بـ(نادي الصفا)، ويتبع لمكتب رعاية الشباب بالدمام.

## إدارة نادي الصفا
تعاقب على إدارة النادي العديد من الرؤساء الذين تم انتخابهم أو تزكيتهم من قبل الجمعية العمومية. من أشهر هؤلاء:
1. أحمد صالح الحبيب
2. علي أحمد الموسى
3. خضر آل إبراهيم
4. سمير محمد علي آل ناصر

### أعضاء مجلس الإدارة الحالي
في يوم الأحد 26 محرم 1437هـ الموافق 8 نوفمبر 2015 عقدت الجمعية العمومية لنادي الصفا وتم انتخاب مجلس الإدارة الحالي اللذي يضم الرئيس وثمانية أعضاء. وقد وقع اختيار الجمعية العمومية على كل من:
| رئيس مجلس الإدارة                        | الاستاذ ضياء آل اسعد         |                          |
| عضو مجلس الإدارة ونائب الرئيس            |                              |                          |
| عضو مجلس الإدارة والأمين العام للنادي    | الأستاذ محمد عبد الله الغلاب |                          |
| عضو مجلس الإدارة وأمين الصندوق           | الأستاذ حسين بن علي المرهون  |                          |
| عضو مجلس الإدارة والمشرف الرياضي العام   | الأستاذ يحيى المرهون         |                          |
| عضو مجلس الإدارة ورئيس اللجنة الاجتماعية | الأستاذ عباس محمد الصادق     |                          |
| عضو مجلس الإدارة ورئيس اللجنة الشبابية   | الأستاذ علي بن محمد آل ناصر  |                          |
| عضو مجلس الإدارة ورئيس المركز الإعلامي   | الأستاذ عبد الله السعيد      |                          |
| عضو مجلس الإدارة والمشرف الرياضي العام   | الأستاذ يحيى المرهون         |                          |
| عضو مجلس الإدارة والمشرف الرياضي العام   | الأستاذ عبدالله الأحسائي     | الأستاذ علي حسين آل ناصر |

## تشكيلة الفريق الحالية
ملاحظة: تشير الأعلام إلى المنتخب الوطني على النحو المحدد في قواعد الأهلية للفيفا. قد يحمل اللاعبون أكثر من جنسية واحدة غير تابعة للفيفا.
| الرقم | البلد    | المركز | اللاعب                                |
| ----- | -------- | ------ | ------------------------------------- |
| 7     | السعودية | وسط    | حبيب الأحمد                           |
| 8     | السعودية | وسط    | أحمد العنزي                           |
| 10    | السعودية | مهاجم  | محمد السهلاوي                         |
| 11    | السعودية | وسط    | سعيد الزهراني                         |
| 12    | السعودية | مدافع  | حازم الزهراني                         |
| 14    | السعودية | وسط    | حسين الشرفاء                          |
| 15    | السعودية | وسط    | عبد الوهاب جعفر                       |
| 16    | السعودية | مدافع  | عبد الله خليفة (معار من نادي الاتفاق) |
| 17    | السعودية | مدافع  | أصيل عابد                             |
| 18    | السعودية | مدافع  | محمد الصالح                           |
| 19    | السعودية | مدافع  | حسن الجبيري                           |
| 21    | السعودية | حارس   | مسلم الفريج                           |
| 22    | السعودية | حارس   | حسن الأحسائي                          |
| 23    | السعودية | وسط    | حسن آل فريد                           |

| الرقم | البلد    | المركز | اللاعب              |
| ----- | -------- | ------ | ------------------- |
| 24    | السعودية | مدافع  | مشاري القميزي       |
| 25    | السعودية | مدافع  | أحمد العلوان        |
| 31    | السعودية | وسط    | عبد المحسن بريك     |
| 42    | السعودية | وسط    | حامد فلاته          |
| 48    | السعودية | وسط    | عبد الله عثمان      |
| 69    | السعودية | وسط    | سالم السليم         |
| 70    | كولومبيا | مهاجم  | دانيلو اسبريا       |
| 74    | السعودية | وسط    | عبد المحسن القحطاني |
| 77    | السعودية | وسط    | براء صفطه           |
| 79    | السعودية | حارس   | حسين المرهون        |
| 88    | السعودية | مهاجم  | جواد أوخيك          |
| 92    | كولومبيا | مهاجم  | لويس هينستروزا      |
| 96    | السعودية | مدافع  | صالح النشمي         |

## إنجازات النادي الرياضية
حقق أبطال نادي الصفا العديد من الإنجازات على المستوى المحلي والعالمي في الألعاب الفردية والجماعية. من هذه الإنجازات ما يلي:

### كرة القدم
بعد أن استقر نادي الصفا ما يقارب الـ 63 سنة في دوري الدرجة الثالثة (المناطق) تمكن من التأهل لدوري الدرجة الثانية في موسم 2011م تحت إدارة المهندس سمير آل ناصر آنذاك، ولم يمكث طويلاً في دوري الدرجة الثانية حيث حاول واجتهد إلى أن تمكن في عام 2014م من الصعود لدوري ركاء للمحترفين للمرة الأولى في تاريخه تحت إدارة علي أحمد الموسى.
| البطولة                               | المركز        | رئيس النادي  | كابتن الفريق | المدرب     |
| بطولة دوري الدرجة الثالثة لعام 2011 م | المركز الأول  | سمير آل ناصر | مفيد آل صلاح | رضا الجنبي |
| بطولة دوري الدرجة الثانية لعام 2014 م | المركز الثاني | علي الموسى   | حبيب الأحمد  | رضا الجنبي |

### ألعاب القوى
قدم نادي الصفا العديد من الأبطال العالميين في لعبة ألعاب القوى. قد يكون أبرزهم على الإطلاق حامل الرقم الآسيوي في الوثب الطويل محمد سلمان الخويلدي بمسافة 8 متر و48 سنتميتر اللتي قفزها في لقاء سيتوفيل في فرنسا عام 2006م. كما قدم النادي العديد من الأبطال الذين حملوا ومازالو يحملون الأرقام القياسية المحلية في ألعابهم مثل عاصم محمد آل حزام في لعبة العشاري، هاشم الشرفاء في ال 400 متر، عبد الله طاهر في لعبة الوثب العالي وحسين عاصم آل حزام في القفز بالعصا.
هذا ومازال الرقم القياسي في المملكة مسجلا باسم أبطال النادي في:
| الاسم               | اللعبة                | الرقم القياسي السعودي |
| محمد سلمان الخويلدي | الوثب الطويل          | 8 متر و48 سنتمتر      |
| حسين عاصم آل حزام   | القفز بالعصا (الزانة) | 5 متر و32 سنتمتر      |

### السباحة
في السباحة يعد السباح القدير (علوي مكي) من أبرز سباحي النادي في التاريخ حيث كان أول سباح سعودي وعربي يقطع بحر المانش بين بريطانيا وفرنسا. كما شارك علوي في هذا الإنجاز أبطال الصفا للسباحة آنذاك صالح عجاج ومالك شاكر، فاخر السادة، سعيد سلمان آل قريش وضياء آل أسعد (نائب الرئيس الحالي)

### كرة اليد
نادي الصفا هو أحد أبرز أندية المملكة على مستوى كرة اليد وحقق العديد من الإنجازات والمراكز المتقدمة على مستوى الدوري الممتاز لكرة اليد والبطولات المحلية منها وصافة دوري النخبة ووصافة كأس الأمير سلطان بن فهد لكرة اليد في أكثر من عام. وقد مثل العديد من أبطال النادي منتخب المملكة في بطولة العالم لكرة اليد من هؤلاء: هاشم الشرفاء، بشير قريناوي، علي الداؤود، محمد الزاير، حسين الحنابي ومحمد نصفان.
| البطولة                                                   | المركز        | كابتن الفريق |
| بطولة كأس الأمير سلطان بن فهد لعام 1418/1419 هـ           | المركز الثاني | هاشم الشرفاء |
| بطولة النخبة على كأس الأمير فيصل بن فهد لعام 1424/1423 هـ | المركز الثالث | بشير قريناوي |

### الكرة الطائرة
كان نادي الصفا وعلى مدى سنوات عديدة حتى وقت قريب أحد أبرز ثلاثة أندية في المملكة على مستوى الكرة الطائرة إلى جانب نادي الهلال والنادي الأهلي. ومن أبطال الصفا اللذين مثلوا منتخب المملكة للكرة الطائرة: مكي حسين حبيب، علي محمد التاروتي، عبد الكريم فريد، يحيى المرهون وفايز الداؤود.

### الإسكواش
نادي الصفا هو أحد أوائل المملكة في لعبة الإسكواش حيث حقق أبطاله العديد من بطولات المملكة على مستوى الفردي والفرق ومثلوا منتخب المملكة في البطولات الخارجية. ومن أبرز هؤلاء: فادي الحنابي، أكرم الصفواني، علي سعيد قريش وحسين علي الصادق.

## النشاط الثقافي والاجتماعي
كان نادي الصفا ولايزال فعالا في النشاطين الثقافي والاجتماعي على مستوى المنطقة الشرقية والمملكة.

### المسرح
فرقة المسرح في النادي قدمت العديد من المسرحيات من تأليف جمال إبراهيم وبطولة الفنان سعيد قريش وإخراج العديد من المخرجين المحليين البارزين أمثال عبد الخالق الغانم.

### الدورات الثقافية
يقيم نادي الصفا بصفوى على مدار العام دورات ثقافية وتدريبية للمهتمين والمشاركين في مختلف المجالات. ومن أبرز البرامج الثقافية في النادي مشروع (واكب) الثقافي الذي يهدف إلى الرقي بالمجتمع عبر مشاركة المعرفة بين الأفراد وتقديم خبراتهم على هيئة دورات وورش عمل مجانية للجميع. وقد نظم برنامج واكب الثقافي المعرض العلمي الأول لمدارس صفوى حيث شارك فيه العديد من طلاب قطاع صفوى وقدمو العديد من الأفكار والمشاريع المتميزة. كما شارك برنامج (واكب) الثقافي في صيف أرامكو عام 2011 م وقدم العديد من الدورات وورش العمل في أندية المنطقة الشرقية والأحساء.

### التصوير الضوئي
على مستوى التصوير الضوئي تبرز جماعة (ضوء وظل) (Ligh & Shadow) اللتي تضم العديد من هواة ومحترفي التصوير الضوئي في المنطقة والمملكة. وقد نظمت المجموعة العديد من المعارض التصويرية كان أولها في عام 2009 م تحت رعاية الهيئة العامة للسياحة والآثار في المملكة. وشارك العديد من منسوبي الجماعة في مسابقات عالمية وتحصلوا على العديد من الجوائز.

### الفن التشكيلي
في مجال الفن التشكيلي، نظم نادي الصفا العديد من المعارض الفني ويوفر بيئة حاضنة لفناني صفوى للعناية بهوايتهم والعمل على تطويرها. ومن أبرز الفنانين اللذين نشطوا في فترات مختلفة في مجال الفن التشكيلي في النادي ومدينة صفوى الأستاذ ميرزا الصالح، الأستاذ علي حسن آل ناصر والأستاذ علي التاروتي.